# Castillo de Rinkesta

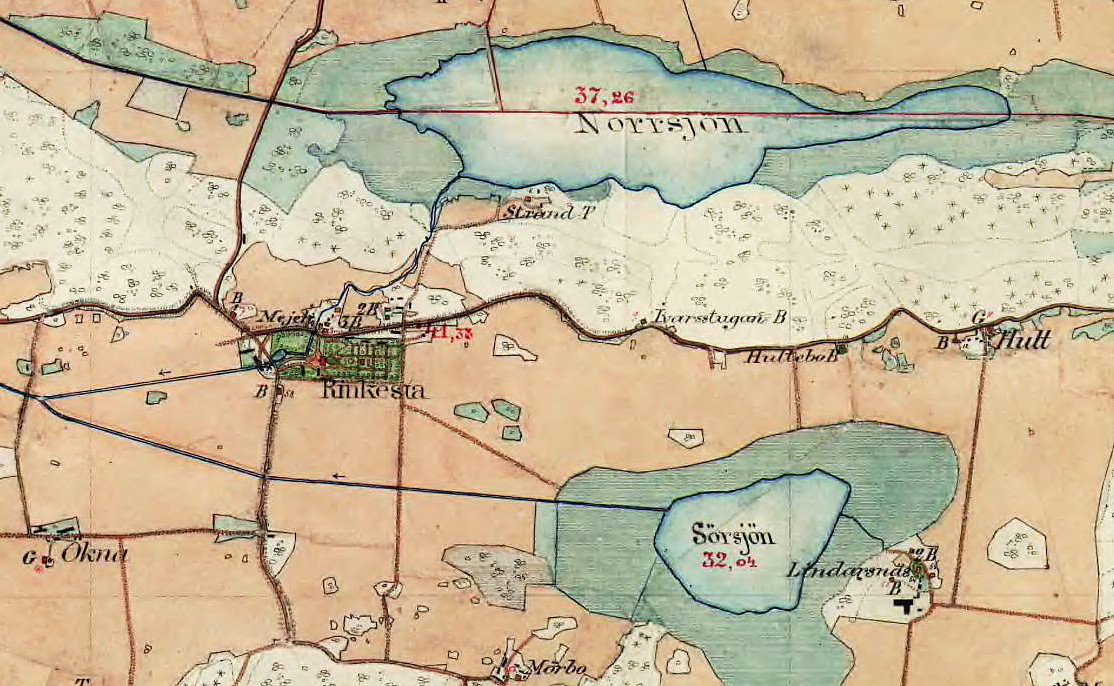
Rinkesta y alrededores, mapa de 1897.

El Castillo de Rinkesta es un castillo en el municipio de Eskilstuna en Södermanland, Suecia. Rinkesta se localiza en la parroquia de Ärla, al sur de Norrsjön y al norte de Sörsjön.

## Historia
Rinkesta fue retirado de la corona en 1594 a través de un intercambio con el Consejero Privado (Kammarråd) Gustaf Gabrielsson Oxenstierna (1551-1597). El edificio principal fue reparado después de un incendio en 1698. La actual apariencia del castillo fue dada durante una extensa renovación en 1775, mientras era posesión del supremo mariscal de la corte sueca (Överstemarskalk) Thure Leonard Klinckowström  (1735-1821) quien adquirió la hacienda en 1768.